# Campeã
Campeã ist eine Gemeinde (Freguesia) im portugiesischen Kreis Vila Real. In ihr leben 1226 Einwohner (Stand 19. April 2021).